# 西晋皇陵
西晋皇陵中国西晋王朝的皇帝陵。
西晋皇陵坐落于洛阳之北的邙山，包括晋宣帝司马懿高原陵、晋景帝司马师峻平陵、晋文帝司马昭崇阳陵、晋武帝司马炎峻阳陵、晋惠帝司马衷太阳陵。2000年9月25日登录为第三批河南省文物保护单位。2001年作为邙山陵墓群的一部分，登录第五批全国重点文物保护单位。